# غونزالو مارينيلي
غونزالو مارينيلي (بالإسبانية: Gonzalo Marinelli) (7 يوليو 1989 ب[[خوسيه سي. باز (بوينس آيرس)]] في الأرجنتين - ) هو لاعب كرة قدم أرجنتيني في مركز حراسة المرمى. لعب مع ريفر بليت.

## وصلات خارجية
- غونزالو مارينيلي على موقع قاعدة بيانات كرة القدم.إي يو (الإنجليزية)
- غونزالو مارينيلي على موقع Soccerway.com (الإنجليزية)
- غونزالو مارينيلي على موقع AS.com (الإسبانية)